# راینس پریبس
راینْس پریبِس (انگلیسی: Reince Priebus; ‎/ˌraɪns ˈpriːbəs/‎ RYNS PREE-bəs زادهٔ ۱۸ مارس ۱۹۷۲) وکیل و سیاست‌مدار آمریکایی است که تا ۲۸ ژوئیه ۲۰۱۷ رئیس ستاد کارکنان کاخ سفید بود.
راینس پریبس که به عنوان ریاست ستاد کارکنان کاخ سفید معرفی شده، زمانی که سمت ریاست کمیته ملی حزب جمهوری خواهان را بر عهده داشت، در جریان انتقال مبلغ ۴۰۰ میلیون دلاری از سوی دولت آمریکا به ایران، در بیانیه‌ای از هیلاری کلینتون خواست که از تصمیم اوباما در زمینه پرداخت این مبلغ - که وی از آن به عنوان باج ۴۰۰ میلیون دلاری به ایران به عنوان کشور پیشرو در حمایت تروریسم جهانی یاد کرده بود - حمایت نکند.
راینس پریبس در تاریخ ۲۸ ژوئیه سال ۲۰۱۷ از سوی دونالد ترامپ برکنار شد و جان کلی جایگزین وی گردید.